# Acal Náutico Club
Acal Náutico Club es un club náutico, ubicado en Playa Malvín, Montevideo en Uruguay.

## Historia
Fue fundado en 1956, como club de canotaje, pero enseguida se incorporó la vela con la construcción de tres Snipes que participaron en el campeonato Nacional de la clase Snipe en 1962 y en el 75.º aniversario del Club Nacional de Regatas. En 1963 el club ya disponía de 7 embarcaciones de la esta clase navegando y se añadieron varias más de la clase Lightning.
En 2017, la SCIRA reconoce oficialmente a la flota Snipe del club asignándole el número 900.

## Escuelas
Tiene tres escuelas deportivas:
- Escuela de canotaje y kayakismo en Playa Malvin en frente a la Isla de las Gaviotas.
- Escuela de canotaje de competencia Lagos de Calcagno.
- Escuela de vela.

## Deportistas

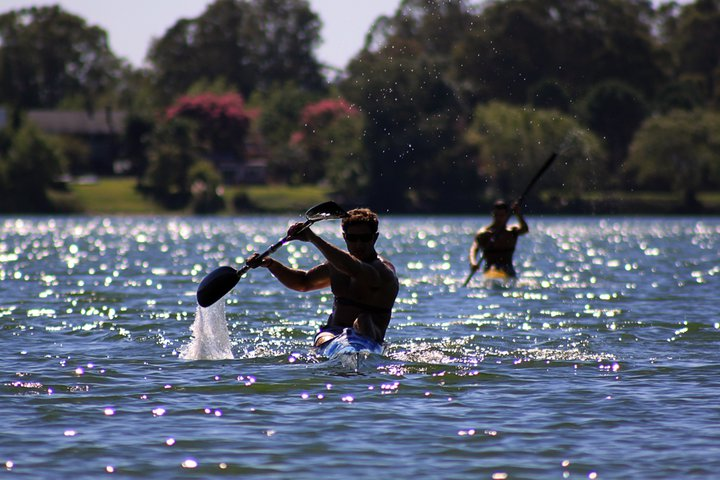
Marcelo D'Ambrosio, piragüista del Acal.

Marcelo D'Ambrosio, piragüista del Acal, ha sido campeón nacional de K-1 en 200, 500 y 1000 metros. En el XV Campeonato Sudamericano de Canotaje (1997) fue medalla de plata con Pelayo Soria en K-2 junior varones y medalla de bronce en 1000 metros de K-1 junior varones y 500 metros de K-1 junior varones. En los Juegos Suramericanos de 1998 ganó seis medallas de bronce, en K-1 (200 metros, 500 metros y 1000 m), K-2 (200 metros), K4 (200 metros) y K4 (500 metros). En los Juegos Suramericanos de 2002 ganó la medalla de plata en los 200 metros de K-1 y la de bronce en 500 metros. En los Juegos Suramericanos de 2006 fue medalla de plata en los 1000 metros de K-1. También participó, aunque sin conseguir medallas, en los Juegos Suramericanos de 2010 y en los Juegos Panamericanos de 1999, 2003 y 2007. 
Darwin Mauricio Correa, compitió en los Juegos Olímpicos de Atenas 2004 en los 500 y en los 1000 metros de C-1, y ganó medallas de bronce en los 1000 m de C-1 en los Juegos Panamericanos de 2003, en los 1000 m de K-1 y C-1 en los Juegos Suramericanos de 2002 y en los 500 m y 1000 m de C-1 en los Juegos Suramericanos de 2006.  
Otros deportistas destacados son Guillermo Giorgi, medallista de Plata en el Campeonato Panamericano Junior 2004, y Rosana Dotta, campeona Panamericana Junior 2004.